# Takumi Kitamura
Takumi Kitamura (北村 匠海 Kitamura Takumi?,  Tokio, Japón, 3 de noviembre de 1997) es un actor, cantante y modelo japonés, afiliado a Stardust Promotion. Kitamura también es el líder del grupo musical Dish. Como miembro de Dish, es conocido bajo el nombre de Takumi.

## Biografía
Kitamura nació el 3 de noviembre de 1997 en la ciudad de Tokio, Japón. Fue reclutado por la agencia Stardust Promotion cuando cursaba su tercer año de escuela primaria. Su debut como cantante fue con "Risu ni Koi Shita Shōnen" en la serie de NHK, Minna no Uta, en febrero y marzo de 2008. En junio de ese mismo año, Kitamura realizó su primera aparición en una película, Dive!!. En 2009, ganó el Reader Model Award de la revista Shōgaku Rokunensei. En el verano de 2010, Kitamura se unió a la escuela de preparación artística Ebidan. Más adelante, en diciembre de 2011, se unió a la banda de Ebidan, Dish. Kitamura es el actual líder de la banda y se encarga de las voces principales y la guitarra. 

## Filmografía

### Televisión
| Año  | Título                              | Papel                    | Cadena   | Notas                  | Ref.  |
| ---- | ----------------------------------- | ------------------------ | -------- | ---------------------- | ----- |
| 2008 | Taiyo to Umi no Kyoshitsu           | Hiroki Negishi (joven)   | Fuji TV  | Episodio 4             |       |
| 2008 | Joshidai Nama Kaikeishi no Jiken-bo | Ichiasa Kakimoto (joven) | BS-TBS   | Episodio 9             |       |
| 2009 | Tomica Hero: Rescue Fire            | Kota                     | TV Tokyo | Episodio 29            |       |
| 2009 | Gaiji Keisatsu                      | Kenji Juhon (joven)      | NHK      |                        |       |
| 2011 | Suzuki-sensei                       | Masa Izumi               | TV Tokyo |                        |       |
| 2012 | Fallen Angel                        | Umi Aiba                 | BS Asahi |                        |       |
| 2012 | Taira no Kiyomori                   | Konoe Tennō              | NHK      |                        |       |
| 2012 | Pillow Talk: Bed no Omowaku         | Motoki                   | KTV      | Episodio 11            |       |
| 2013 | Aibō                                | Yusuke Aizawa            | TV Asahi | Episodio 14            |       |
| 2014 | Nobunaga Concert                    | Katsuzo Mori             | Fuji TV  | Episodio 8             |       |
| 2015 | Tenshi no Knife                     | Kazuya Sawamura          | WOWOW    |                        | [ 4 ] |
| 2016 | Yutoridesuga nanika                 | Shigeru Kogure           | NTV      | Episodios 3 a 6, 8, 10 | [ 5 ] |
| 2016 | Aogeba Tōtoshi                      | Keita Abo                | TBS      |                        | [ 6 ] |
| 2017 | Zutto Waratteta                     | Sanma Akashiya           | NTV      |                        |       |
| 2018 | Tonari no Kazoku wa Aoku Mieru      | Saku Aoki                | Fuji TV  |                        |       |
| 2023 | Yu Yu Hakusho                       | Yusuke Urameshi          | Netflix  | Principal              |       |

### Películas
| Año  | Título                                  | Papel                       | Notas                                        | Ref.   |
| ---- | --------------------------------------- | --------------------------- | -------------------------------------------- | ------ |
| 2008 | Dive!!                                  | Yoichi Fujitani (joven)     |                                              |        |
| 2008 | Buta ga ita Kyōshitsu                   |                             |                                              |        |
| 2009 | Jūryoku Pierrot                         | Haru Okuno (joven)          |                                              |        |
| 2009 | Tajomaru                                | Naomitsu Hatakeyama (joven) |                                              |        |
| 2009 | Shizumanu Taiyō                         | Katsumi Onchi (joven)       |                                              |        |
| 2010 | Surely Someday                          | Takumi Kishi (joven)        |                                              |        |
| 2011 | Ninja Kids!!!                           | Tamura Mikiemon             |                                              |        |
| 2012 | Sorairo Monogatari: Nike to katatsumuri |                             | Lead role; 7th Toho Cinderella; Omnibus film |        |
| 2013 | Suzuki-sensei                           | Masa Izumi                  |                                              |        |
| 2013 | Hidamari No Kanojo                      | Kosuke Okuda (secundaria)   |                                              |        |
| 2016 | Sailor Suit and Machine Gun: Graduation | Shuhei                      |                                              | [ 7 ]  |
| 2016 | Miss Granny                             | Tsubasa Seyama              |                                              | [ 8 ]  |
| 2016 | Destruction Babies                      | Kenji                       |                                              | [ 9 ]  |
| 2017 | Kimi no Suizo wo Tabetai                | "Yo"                        | Principal                                    | [ 10 ] |
| 2017 | Koi to Uso                              | Yūto Shiba                  |                                              |        |
| 2017 | Tremble All You Want                    | Ichi                        |                                              |        |
| 2018 | Kimi wa Tsukiyo ni Hikarikagayaku       | Takuya Okada                | principal                                    |        |
| 2018 | Over Drive                              | Akira Shinkai               | secundario                                   |        |
| 2021 | Tokyo Revengers                         | Takemichi Hanagaki          | Principal                                    |        |

### Videos musicales
| Año  | Tpitulo                                         |
| ---- | ----------------------------------------------- |
| 2009 | 100s "Sekai no Flower Road"                     |
| 2010 | Radwimps "Keitai Denwa"                         |
| 2011 | Kimaguren "It's My Yūki"                        |
| 2013 | Tatsurō Yamashita "Hikari to Kimi e no Requiem" |

### Anuncios
| Año  | Título                                               |
| ---- | ---------------------------------------------------- |
| 2007 | Honda Tei Yuka Tei Jūshin Minivan: Tei Yuka no Sekai |
| 2011 | Shinkenzemi Chūgaku Kōza                             |
| 2016 | JR Ski SKi                                           |
| 2016 | radiko.jp                                            |
| 2017 | Calorie Mate                                         |

## Discografía

### Sencillos
| Año  | Título                     | Notas                                     |
| ---- | -------------------------- | ----------------------------------------- |
| 2008 | "Risu ni Koi Shita Shōnen" | como Takumi Kitamura & Toshiaki Matsumoto |